# 巴特拉季
48°19′22″N 22°24′45″E / 48.32278°N 22.41250°E
巴特拉季（烏克蘭語：Батрадь），是烏克蘭西部的村莊，隸屬外喀爾巴阡州的貝雷霍韋區。該村面積2.52平方公里，海拔高度103米，2001年人口1,846，人口密度每平方公里732.54人。